# D́
D́ d́ ist ein Graphem der Umschriften DIN 31635 und ALA-LC.
In Umschriften DIN 31635 aus der paschtunischen Schrift steht d́ für den Buchstaben Ddal (ډ; [⁠ɖ⁠]), bei Umschriften aus dem Urdu für das urduische Ddal (ٹ; [ɖ]).

## Darstellung im Computer
Unicode erhält das D́ nicht als eigenes Zeichen. Es wird durch ein normales D in Kombination mit dem combining acute accent (U+0301) erzeugt.
Soll das Zeichen in HTML angezeigt werden, muss d&#x0301; für den Kleinbuchstaben und D&#x0301; für den Großbuchstaben verwendet werden.